# زعفران نفاذ
الزعفران النفاذ (باللاتينية: Crocus graveolens) نوع نباتي ينتمي إلى جنس الزعفران من الفصيلة السوسنية.

## الموئل والانتشار
ينتشر في بلاد الشام وتركيا.

## مرادفات للاسم العلمي
- (باللاتينية: Crocus lageniflorus var. syriacus Herb.)